# Dodecadodecàedre xato invertit
En geometria, el dodecadodecàedre xato invertit és un políedre uniforme no convex indexat com a U60. Té un símbol de Schläfli sr{5/3,5}.